# MIT 컴퓨터 과학 및 인공지능 연구소

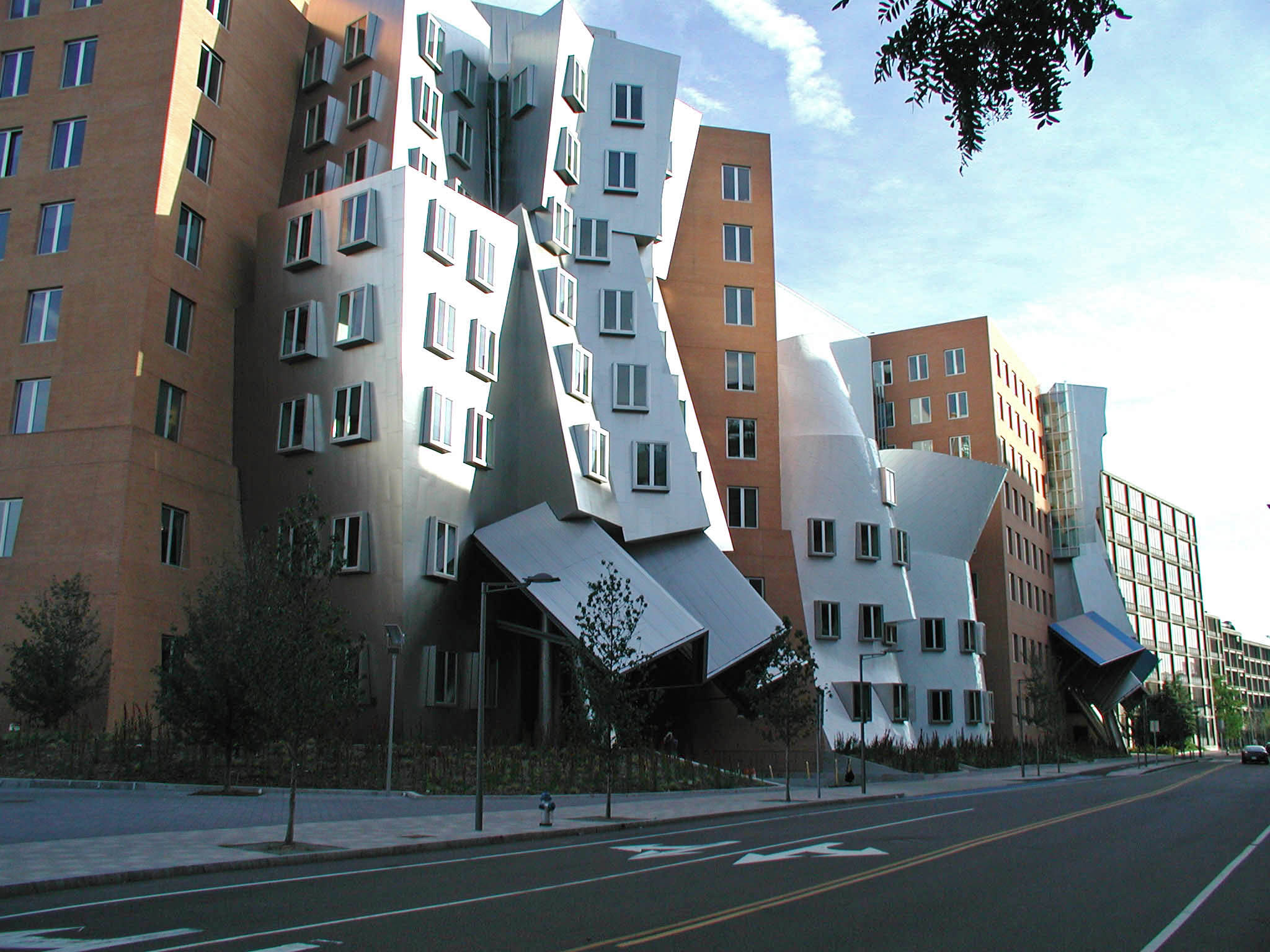

MIT 컴퓨터 과학 및 인공지능 연구소(MIT Computer Science and Artificial Intelligence Laboratory, CSAIL)는 2003년 LCS(Laboratory for Computer Science)와 AI Lab(Artificial Intelligence Laboratory)이 합병된 MIT(매사추세츠 공과대학교) 산하 연구 기관이다. 레이 앤드 마리아 스태타 센터(Ray and Maria Stata Center) 내에 위치한 CSAIL은 연구 범위와 회원 수로 측정할 때 가장 큰 캠퍼스 내 실험실이다. 슈바르츠만 컴퓨팅 칼리지(Schwarzman College of Computing)의 일부이지만 MIT 연구 부사장이 감독하기도 한다.

## 연구 활동
CSAIL의 연구 활동은 다수의 반자율 연구 그룹을 중심으로 구성되어 있으며, 각 그룹은 한 명 이상의 교수 또는 연구 과학자가 이끌고 있다. 이들 그룹은 7가지 일반 연구 분야로 구분된다.
- 인공지능
- 계산생물학
- 컴퓨터 그래픽스 및 머신 비전
- 자연어 처리 및 학습
- 계산 이론
- 로봇공학
- 시스템(컴퓨터 구조 데이터베이스, 분산 컴퓨팅, 네트워크, 네트워크화된 시스템, 운영체제, 프로그래밍 방법론, 소프트웨어 공학 등)

## 역사
MIT의 컴퓨팅 연구는 1930년대 버니바 부시의 미분 분석기와 클로드 섀넌의 전자 부울 대수학 연구, 전시 MIT 방사능 연구소(Radiation Laboratory), 전후 프로젝트 훨윈드, RLE(Research Laboratory of Electronics), MIT 링컨 연구소의 SAGE(1950년대 초반)에서 시작되었다. MIT에서는 인공지능 분야의 연구가 1950년대 후반부터 시작되었다.

## 같이 보기
- 인공지능
- 운영체제의 역사